# Handymax

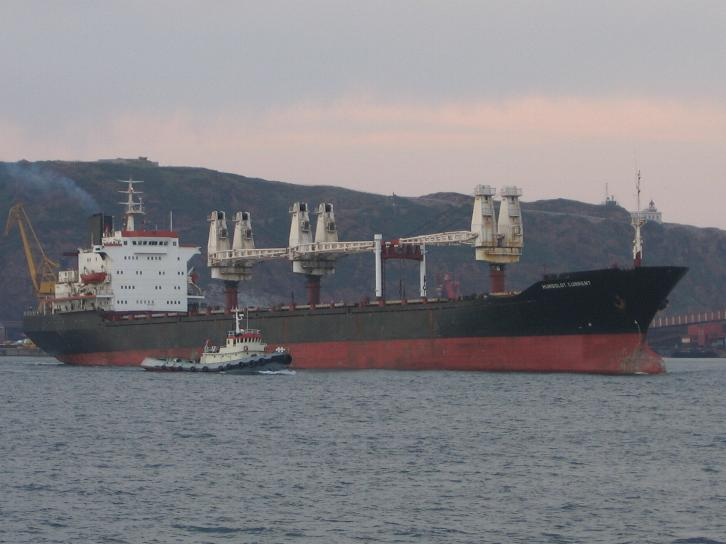
Un transportator handymax tipic

Handymax sau supramax sunt termeni cu ajutorul cărora se clasifică o navă pentru un operator de transport în vrac, de obicei între 35000 și 60000 MT (DWT), și mai mari decât navele handysize. Unele definiții consideră ca o subclasificare a clasei de nave handysize mai degrabă decât o clasă separată. 
O navă handymax are de obicei 150–200 m în lungime, deși anumite restricții la terminalele de vrac, cum ar fi cele din Japonia, înseamnă că navele handymax sunt doar cele sub 190 de metri în lungime totală. Modelele de navă moderne din această clasă sunt de obicei de 50–52.000 MT DWT, au cinci magazii de marfă și patru macarale de 30 de tone (33,1 ST; 29,5 LT), capacitate de ridicare.